# بو ژست (فیلم ۱۹۲۶)
بو ژست (انگلیسی: Beau Geste) یک فیلم صامت به کارگردانی هربرت برنن است که در سال ۱۹۲۶ منتشر شد.

## بازیگران
- رونالد کولمن
- نیل همیلتون
- آلیس جویس
- ماری برایان
- ویلیام پاول
- ویکتور مک‌لاگلن
- پل مک‌آلیستر
- رالف فوربز
- میکی مک‌بن
- نورمن پریجارد
- رولف سدان
- برنارد سیگل
- جورج ریگاس
- نوآ بیری